# أمنطان
أمنطان هي قرية وواحة جزائرية تقع في بلدية تيغرغار، في ولاية باتنة، شمال الجزائر.

## الاقتصاد
أمنطان هي أيضاً واحة حيث يتم إنتاج فيها التمور. وتتواجد أيضًا حدائق وبساتين تُزرع فيها بشكل رئيسي المشمش والخوخ والرمان. كما تم تطوير تجارة العسل في المنطقة.

## أعلام
شريف مرزوقي، فنان تشكيلي جزائري ولد سنة 1951 بتلك المنطقة.